# 霍姆岛

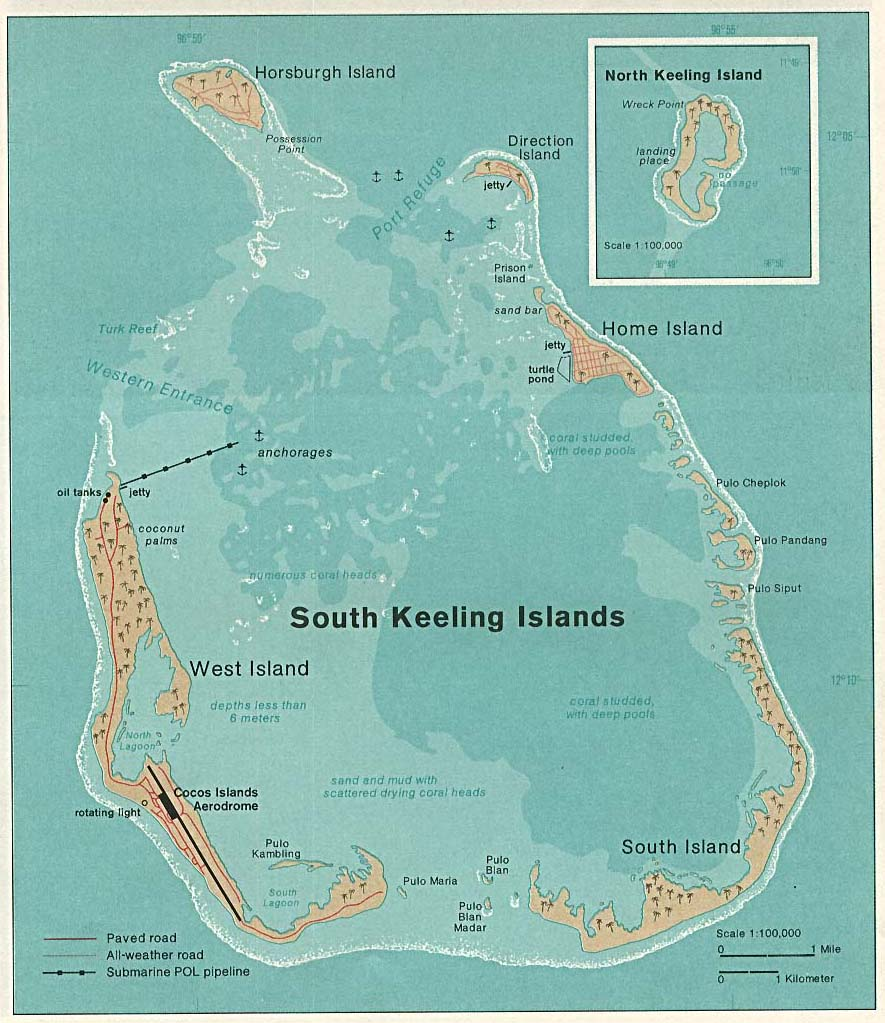
科科斯（基林）群岛地图，霍姆岛位于科科斯（基林）群岛的东北部。

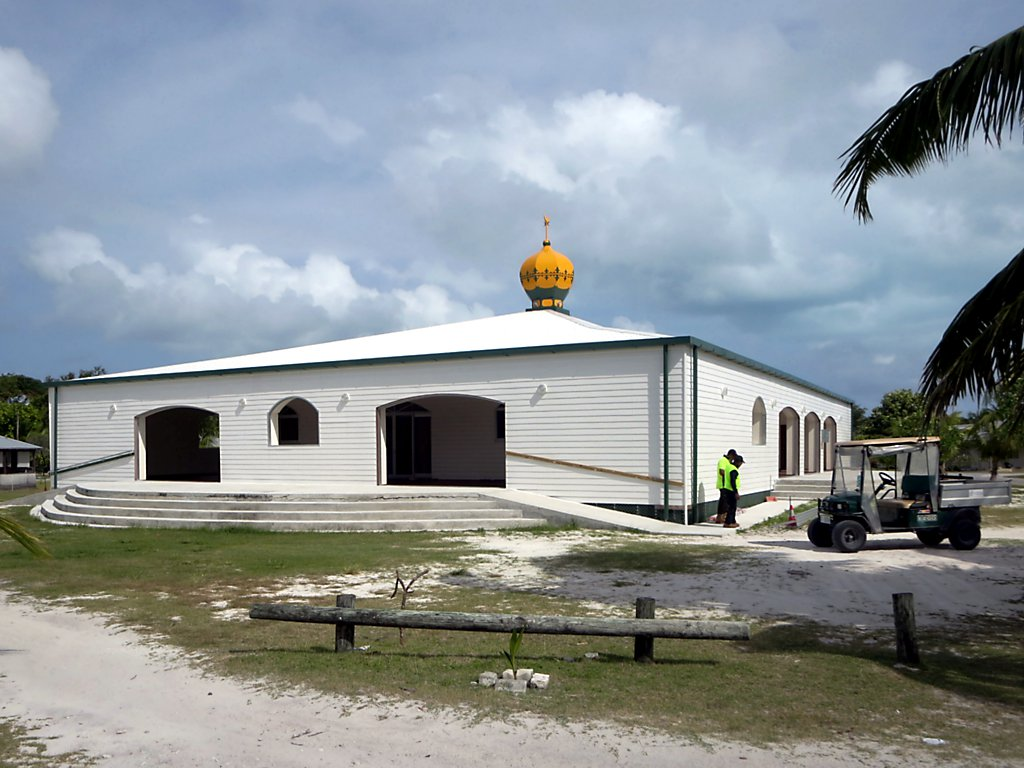
霍姆岛清真寺

霍姆岛（直译：「家岛」），当地又称塞尔玛岛（科科斯马来语：Pulu Selma），是科科斯（基林）群岛南基林群岛26个岛屿中唯一的两个有常居人口的岛屿之一（另一个是西岛）。岛上最大的聚居地是班坦。